# Acaríciame (canción)
«Acaríciame» es una canción balada romántica de 1984 escrita y producida por Juan Carlos Calderón, interpretada por la cantante cubanovenezolana María Conchita Alonso incluida en su álbum homónimo, otro de sus más reconocidos éxitos musicales de la cantante. Este tema junto con la canción Noche de copas forman parte del Soundtrack del exitoso musical mexicano Mentiras: el musical, basado en las canciones en español más exitosas en México durante los años 80, estrenada desde 2009.

## Versiones
- María José versionó el tema para su álbum Amante de lo ajeno en 2009.[5][6][7]

## Posición en listas
| Año  | Lista                       | Versión               | País      | Posición más alta | Ref.        |
| ---- | --------------------------- | --------------------- | --------- | ----------------- | ----------- |
| 1984 | Billboard Hits of The World | María Conchita Alonso | Argentina | 10                | [ 8 ]       |
| 1984 | Billboard Hits of The World | María Conchita Alonso | México    | 5                 | [ 8 ] [ 9 ] |
| 1984 | Billboard Hits of The World | María Conchita Alonso | Perú      | 8                 | [ 8 ] [ 9 ] |

## Certificaciones
| Región            | Certificación | Unidades | Ref.   |
| ----------------- | ------------- | -------- | ------ |
| México (AMPROFON) | Oro           | 56,000   | [ 10 ] |